# Devises du franquisme
 (août 2025).

Blason de l'Espagne pendant le franquisme, orné de la banderole avec la devise «Une Grande Libre», avec d'autres motifs héraldiques qui ajoutent à ceux du bouclier traditionnel de l'Espagne (armes de Castille, León, Aragon, Navarre et Grenade, et les colonnes d'Hercule avec la banderole Plus Ultra) d'autres motifs empruntés au bouclier des Rois Catholiques: l'aigle de San Juan et le joug et les flèches qu'avait aussi pris la Phalange (les rois les avaient adoptés pour coïncider avec les initiales de Ysabel et Fernando). Voir Symbologie du franquisme.

Les devises du franquisme sont les devises par lesquelles était résumée l'idéologie de la dictature franquiste, qui, bien qu'elle ait eu plusieurs composantes (le traditionalisme, le national-catholicisme, le militarisme ou le national-syndicalisme), utilisait surtout dans ses mobilisations populaires l'idéologie phalangiste. Celle-ci était très appropriée pour être matérialisée en devises, car elle faisait preuve d'une certaine aversion aux programmes politiques et se posait plutôt comme partisane de l'irrationalisme, l'action et la simplification.
Bien que leur origine se trouve dans l'activité de divers partis et intellectuels nationalistes de droite pendant la Deuxième République Espagnole, l'utilisation de ces devises s'est généralisée et a montré leur plus grande efficacité comme éléments de propagande, mobilisateurs et constituants de la mentalité du parti nationaliste pendant la guerre civile espagnole (1936-1939), et ils ont été constamment utilisés en tant que cris patriotiques pendant le franquisme (1939-1975).
En plus de la victoire militaire, l'identification du camp "rebelle" ou "franquiste" avec le terme "national" et avec le concept d'Espagne lui-même fut un succès décisif en matière de propagande, succès qui se prolongea pendant son long maintien au pouvoir, en l'absence de tout questionnement public, au-delà de l'opposition clandestine. A l'intérieur du régime il n'y avait pourtant pas une adhésion aveugle à ces simplifications, comme le montra le livre España como problema (L'Espagne comme problème), de l'intellectuel phalangiste Pedro Laín Entralgo, auquel répondit de la part de l'orthodoxie la plus rigide Rafael Calvo Serer, avec son España sin problema (L'Espagne sans problème), tous deux parus en 1949, voir Ser de España), cependant cette adhésion était la seule posture possible si l'on voulait garder un certain degré de participation au pouvoir: "l'adhésion indéfectible", comme le disait clairement Luis Carrero Blanco, en parlant de Franco lui-même et de tout ce qu'il incarnait: "[...] ma loyauté à sa personne et à son œuvre est totalement claire et propre, sans l'ombre d'aucun conditionnement intime ni d'aucune tache de réserve mentale [...]".
En réaction, depuis la Transition, non seulement les devises et symboles franquistes ont été abandonnés, mais l'usage des symboles nationaux espagnols a décliné également, et même la référence à «l'Espagne» a été très souvent substituée par des euphémismes (tels que «ce pays», expression déjà existante au temps de Larra), tandis que ceux des nationalismes périphériques proliféraient.

## Une, grande et libre!
«Une, grande et libre!» constitue une simplification nationaliste du concept de l'Espagne, qui la définit comme:
- «Indivisible», en niant la possibilité de n'importe quelle séparatisme ou même décentralisation territoriale;
- «Impériale», pour l'empire perdu en Amérique et celui qu'on voulait bâtir en Afrique.
- «Non soumise à des influences étrangères», en référence au complot judéo-maçonnique marxiste international, concrétisé par l'Union soviétique, la Communauté Européenne (les démocraties européennes), les États-Unis (jusqu'aux accords de 1953) ou l'ennemi extérieur qui pouvait émerger n'importe quand, ainsi que la longue liste d'éléments de l'intérieur qui seraient qualifiés d'anti-espagnols, rouges, séparatistes, libéraux (voir répression politique en Espagne).

### Interprétation. La triade

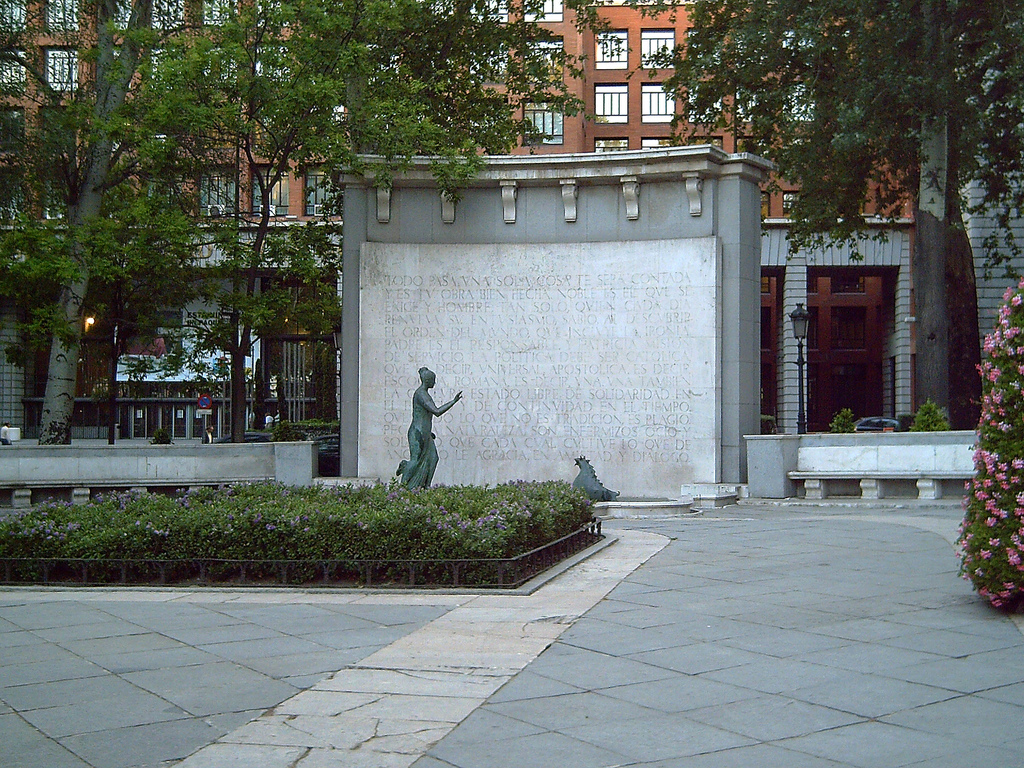
Monument à Eugenio D'Ors à Madrid, qui contient des inscriptions avec des fragments de son œuvre, dont beaucoup font référence à des devises du franquisme.

Le choix du nombre trois ne doit rien au hasard. Il possède clairement un symbolisme théologique (la Très Sainte Trinité: Père, Fils et Esprit Saint), qui compare implicitement l'Espagne aux notes définitoires de l'Église, qui est «Catholique, Apostolique et Romaine» (romaine, c'est-à-dire une, apostolique, c'est-à-dire choisie —hiérarchique— et catholique, c'est-à-dire universelle). Ces comparaisons doivent se comprendre dans le contexte du national-catholicisme, composante essentielle de l'idéologie franquiste bien que non de l'idéologie phalangiste (parfois même sa rivale), bien que celle-ci l'ait utilisée comme ressource rhétorique.
L'expression d'un concept que l'on veut sublimer par une «devise trinitaire» est très habituelle dans l'Histoire, et a parfois été liée aux peuples indo-européens, qui organisaient en triades leurs divinités et leurs divisions sociales, d'une façon similaire à la division en classes de la société médiévale et de l'Ancien Régime. On peut citer d'autres devises trinitaires comme celle de la Révolution française «Liberté, égalité, fraternité» et quelques autres, celle de la République dominicaine («Dieu, Patrie et Liberté»), et dans le milieu idéologique de la droite espagnole, celle du carlisme («Dieu, patrie, roi»).
Au-delà de la catégorie de devises, une autre forme tripartite d'organisation de catégories est celle des «unités naturelles de la vie politique» phalangistes («Famille, Commune et Syndicat»). Dans un monde intellectuel opposé, on trouve le système hégélien (thèse-antithèse-synthèse) ou la triade dialectique. Ces structures triadiques ont parfois été identifiées avec une certaine façon —«occidentale» ou «patriarcale» [réf. nécessaire] de comprendre le monde, qui contrasterait avec un autre type de structure mentale — qu'il soit «matriarcal», ou «oriental» (yin et yang).

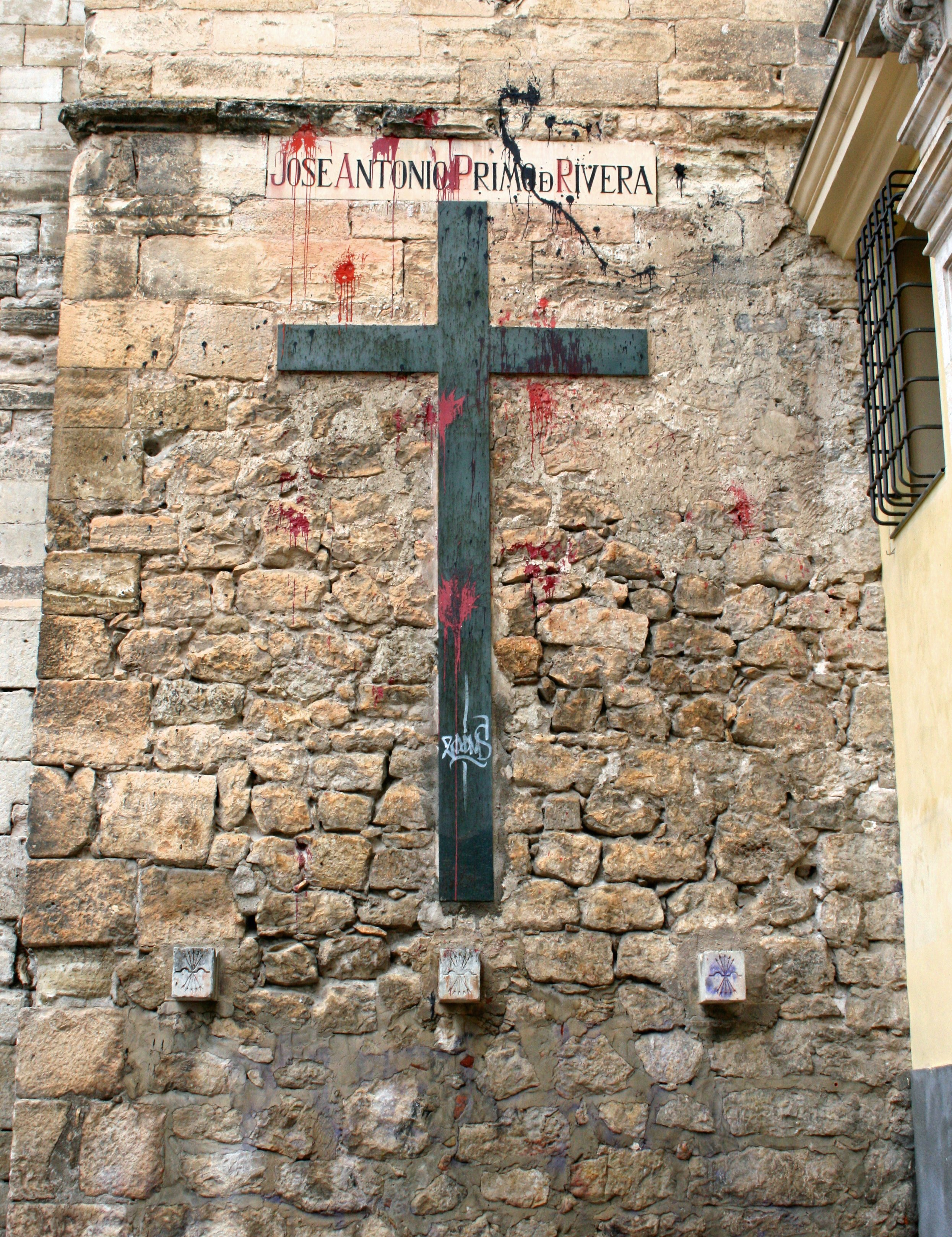
Mur extérieur de la Cathédrale de Cuenca, avec une plaque en hommage aux hommes «Tombés pour Dieu et pour l'Espagne».

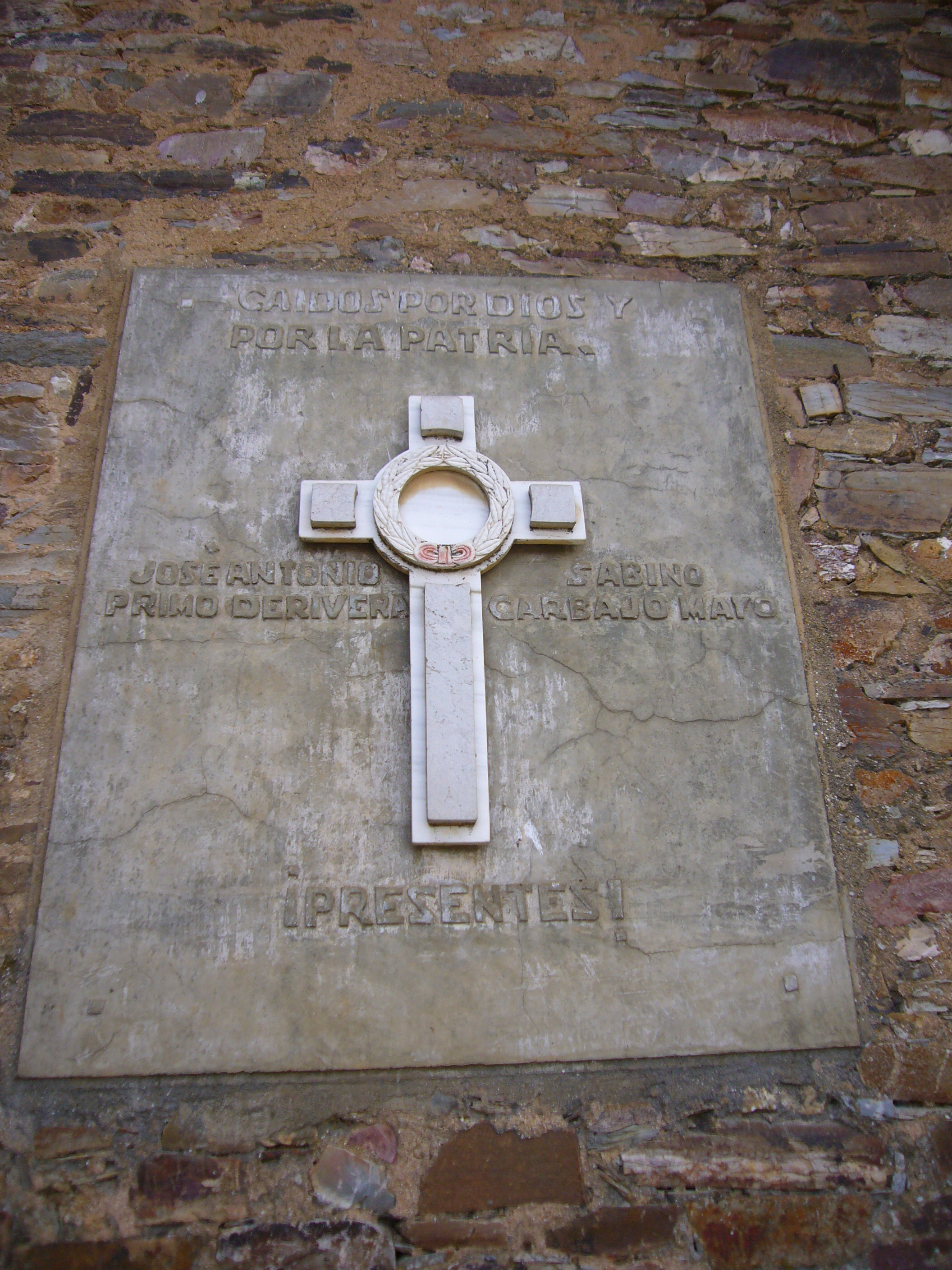
Mur extérieur de l'église de Ferreruela à Zamora, qui possède une plaque en hommage aux hommes «Tombés pour Dieu et pour la Patrie».

### Utilisation
Normalement le cri était utilisé comme réponse chorale de la foule à la fin d'un discours, dans un jeu sensationnaliste et routinier qui concluait la cérémonie et permettrait la dispersion ultérieure de l'audience, au point que les cris étaient dénommés «cris de rituel» —sans plus— dans les compte-rendus de presse de l'époque et dans les documents officiels. Ce qui peut se comparer au dialogue d'un prédicateur charismatique avec la congrégation qui lui répond «Amen!». Le dirigeant terminait en criant trois fois: «España!», et l'audience répondait à chacun des trois cris successivement «Une!», «Grande!», «Libre!». Ensuite le dirigeant criait: «Arriba España!», et l'audience répondait: «Arriba!». Très souvent un autre cri faisait appel au souvenir de «José Antonio!», et la réponse était «Présent!»; puis à tous les «Tombés pour Dieu et pour l'Espagne!», avec la même réponse «Présent!». On ajoutait souvent aussi «Vive Franco!», ce à quoi l'audience répondait «Vive!», ou bien, si la cérémonie était suffisamment exaltée, et si Franco était présent, on répétait «Franco, Franco, Franco!», en rythme et sans fin.
Il faut signaler que José Antonio Primo de Rivera, fondateur de la Phalange Espagnole, était appelé «l'Absent» depuis son arrestation et son exécution en 1936, comme un déni tragique d'accepter sa mort, ce qui, plus prosaïquement, a permis à Franco de ne pas le remplacer à la tête de la Phalange, et dans la pratique le consolidait comme seul Chef.
L'expression «Tombés pour Dieu et pour l'Espagne» chapeautait les plaques d'hommage placées à la fin de la Guerre Civile, dans des milliers de lieux sélectionnés pour accomplir les fonctions d'«espaces de la mémoire», la plupart du temps l'église principale de la localité. En-dessous de divers symboles, généralement une croix et le joug et les flèches (emblème de la Phalange), ces plaques comportaient une liste commencée dans tous les cas par José Antonio Primo de Rivera, auquel succédaient les noms des morts appartenant au «parti national» de la localité. Souvent la liste se terminait par un martial «Présents!».

### Origine
L'origine du cri «Una, grande y libre!» remonte au 18 juillet 1932 (curieusement, exactement quatre ans avant le commencement de la guerre civile espagnole), lorsqu'un article qui proposait cette devise fut publié dans le numéro 58 de la revue Libertad, d'Onésimo Redondo (créateur des Juntas de Ofensiva Nacional-Sindicalista, intégrées par la suite dans la Phalange, avec Ramiro Ledesma, qui avait édité une autre revue d'orientation fasciste, La Conquista del Estado, et qui selon certaines sources serait l'auteur de la devise - soit lui, soit son plus proche collaborateur, Juan Aparicio). L'article s'achevait sur cette phrase: "Pour l'Espagne libre, grande, unique, répondons avec l'arme à la main à la provocation de ceux qui prônent le crime. Formons les cadres de la jeunesse patriotique et belliqueuse. Aimons la guerre et en avant!"
En réalité, dans le numéro 49 de la même revue (16 mai 1932), le cri était déjà explicite: "Vive l'Espagne Unique! Vive l'Espagne Grande! Vive l'Espagne Libre!"
Selon certaines sources, le cri «España una!» avait déjà été utilisé par Onésimo Redondo le 11 avril 1932 dans les rues de Valladolid pour provoquer un affrontement avec la police, qui se termina en bagarre avec un autre groupe rival, avec pour conséquence une vingtaine de blessés marxistes et deux de la JONS, qui se retrouvèrent au dispensaire.
La même année 1932, Onésimo Redondo a participé au coup d'État avorté du Général Sanjurjo (10 août 1932) et s'est exilé au Portugal, d'où il a continué à collaborer à une autre revue de la même orientation, suite de Libertad, qui s'appelait Igualdad.

### Une patrie, un État, un caudillo
Bien que la devise Une, Grande et Libre! fut la plus répandue pendant la dictature, une autre triade, Une Patrie, Un État, Un Caudillo a été utilisée à profusion entre 1936 et début 1940. Celui qui l'a diffusée fut Millán Astray, fondateur de la Légion et homme de confiance absolue de Franco, qu'il révérait; pendant les premiers mois de la guerre Astray a parcouru les zones contrôlées par les troupes rebelles, particulièrement les provinces castillanes et la Navarre, en servant la cause personnelle de Franco et en faisant campagne pour lui auprès de la troupe et des officiers, le présentant comme leader incontesté (à ce moment-là Franco n'était qu'un membre parmi d'autres de la Junta de Defense Nacional). À son cri de Viva la muerte!, il a ajouté celui de Une patrie, un État, un caudillo, adaptation de la devise de l'Allemagne nazie, Ein Volk, ein Reich, ein Führer (un peuple, un empire, un leader). Lorsque la Junta de Defensa est devenue la Junta Técnica del Estado et que Franco a été nommé Chef du nouvel État, la publication de la devise est devenue obligatoire comme entête dans tous les quotidiens de la zone rebelle et dans les cartes postales de campagne,.
Comme le rappelle Antón Reixa dans un article d'opinion pendant la dictature, l'ironie populaire répondait par une réplique satirique: «L'Espagne est une (parce que s'il y en avait une autre, nous serions tous dans l'autre)».
De façon plus discrète, lorsque chacune des trois parties du cri étaient reprises en chœur, certains montraient leur opposition au franquisme en marquant ou en insistant avec plus de volume sur la troisième partie («Libre!»). Cette insistance sur la référence à la liberté est décrite dans les scènes du film Les treize roses (2007), qui se déroulent dans la Prison de Ventas, où un groupe de jeunes filles attendent la sentence de mort en 1939. Paradoxalement, une des raisons pour lesquelles elles avaient été arrêtées était la distribution de propagande avec une devise contraire, Moins de Franco et plus de pain blanc, qui peut se comprendre comme une réponse tant aux cris de «Franco, Franco» qu'à une phrase de celui-ci utilisée comme propagande franquiste: «Ni un foyer sans feu ni un espagnol sans pain», phrase qui fut même imprimée sur des sacs contenant du pain dont fut parfois «bombardée» l'arrière-garde républicaine pendant les derniers épisodes de la guerre.
Il existe une chanson en catalan de Joan Manuel Serrat (Temps era temps) qui, parlant de l'après-guerre, l'appelle le «temps de l'Une, Grande et Libre!»

## Arriba España!

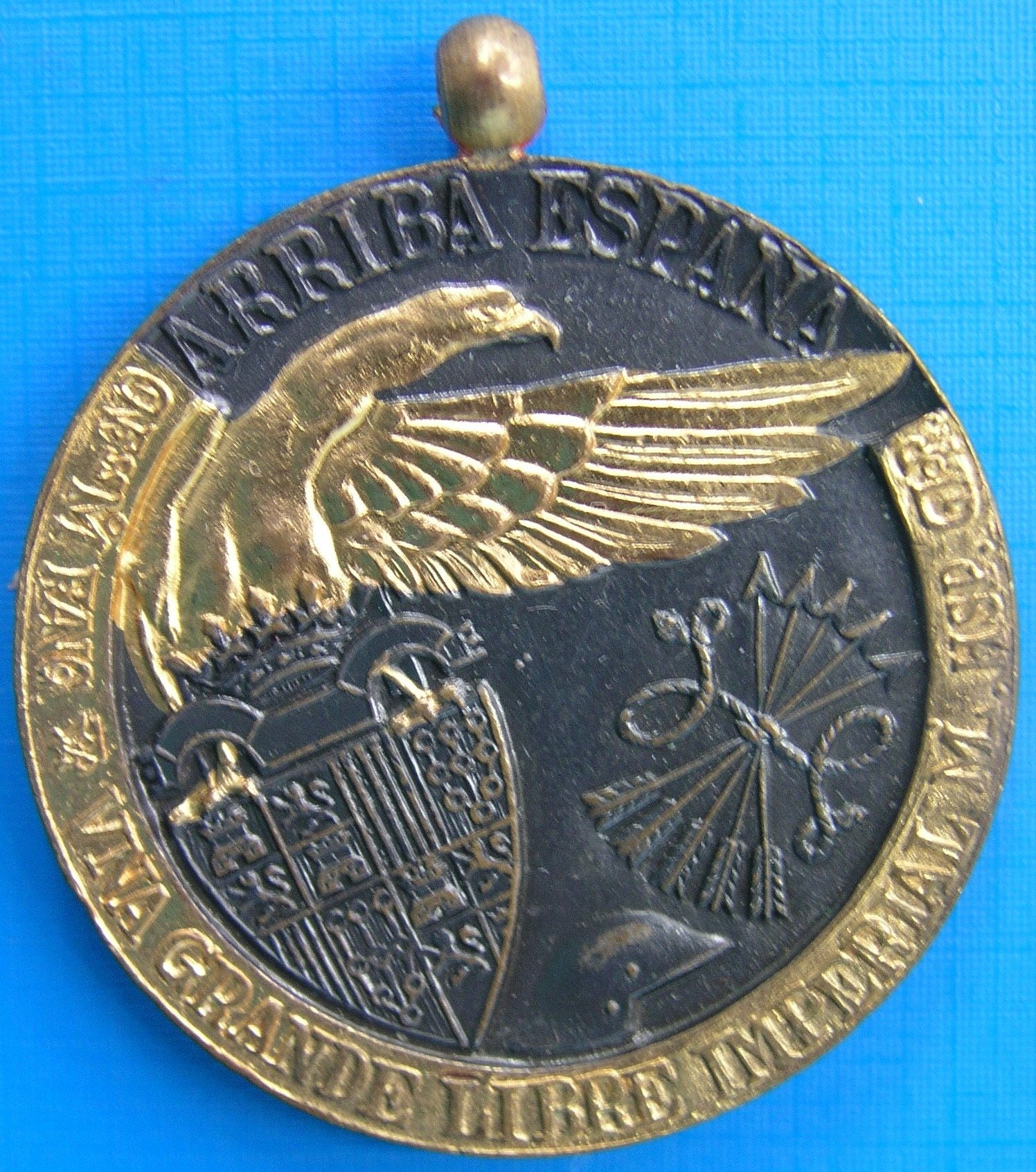
Médaille commémorative de la victoire dans la Guerre Civile.

Le cri de «Arriba España!» est devenu obligatoire pendant la guerre civile dans le parti nationaliste, et devait aussi débuter les communications écrites. La date devait être écrite avec l'année ordinaire à laquelle s'ajoutait la note I, II ou IIIe Année Triomphale (en commençant le 18 juillet: 1936-37, 1937-38 ou 1938-39), en bizarre coïncidence avec d'autres calendriers révolutionnaires. Il était aussi utilisé dans de nombreuses publications.
L'année 1939 est devenue l'Année de la Victoire depuis qu'elle a été ainsi dénommée dans le dernier communiqué de guerre signé par Franco (1er avril). Dans quelque source on indique «Saludo a Franco! Viva España. III Année Triomphale», comme «entête nécessaire dans les écrits pour passer la censure militaire». A la mairie de Villanueva Mesía, il est consigné comme accord de la session plénière du 31 décembre 1937 que tous les actes doivent commencer par l'expression II Année Triomphale, comme cela se produirait dans toutes les localités lorsque les troupes «nationales» y entreraient («l'Espagne Entre», était l'expression utilisée par les bulletins d'information).

### Signification
Le choix de «Arriba» au lieu de «Viva» était justifié en disant que vivre n'est pas suffisant et la verticalité du «arriba» (littéralement "au-dessus", "en haut") s'accordait mieux avec la disposition active d'un patriote pour améliorer l'Espagne, tout en suggérant un point de vue providentialiste.
La victoire définitive de l'Espagne est dans ces pages une conviction et une foi. Comme est foi et conviction l'Espagne une, grande et libre, qu'après la victoire nous espérons pour toujours.
Celle-ci sera le retour de l'Espagne à elle-même: à son chemin et à son Histoire. Parce que l'Histoire que nous venons de raconter n'a été que cela: une lutte constante pour les idéaux les plus élevés de l'Esprit. Nous ne sommes pas faits pour les choses basses, petites ou menues. Nous ne sommes faits que pour les choses hautes et grandes. C'est pour cela que lorsque nous disons «Arriba España», dans ces deux mots réunis, nous résumons notre histoire et nommons notre espérance. Parce que ce que nous voulons est que l'Espagne revienne à "sa place": à la place que l'Histoire lui indique. Et cette place est celle-ci: «Arriba». C'est-à-dire, près de l'esprit, de l'idéal, de la foi... Près, surtout, de Dieu.
José Maria Peman, 1939

### Origine
L'origine du cri «Arriba España!» est généralement attribuée au régénérationniste Macías Picavea et a été adopté par José Antonio Primo de Rivera comme une partie de la panoplie symbolique dont voulait s'entourer la Phalange en imitation du fascisme italien et du nazisme allemand, avec la devise citée, le salut romain au bras levé, le joug et les flèches des Rois Catholiques, l'hymne Cara al sol, la chemise bleue (qui évoquait la chemise noire fasciste et la chemise brune nazie, tout en rappelant la salopette portée par l'ouvrier industriel) et beaucoup d'autres comportements distinctifs (tutoiement, appellation de camarade, etc.). Cependant, ces derniers dénotaient un trait plus engagé, raison pour laquelle son usage a décliné dans le temps en dehors des cercles plus nettement phalangistes, lentement éloignés du centre du pouvoir franquiste. Ceci est devenu plus évident surtout après la défaite de l'Axe dans la Seconde Guerre mondiale (1945). En revanche, la devise et le cri mentionnés ci-dessus («Une, grande et libre!» et «Arriba España!») étaient compris comme vraiment patriotiques et un peu plus neutres, donc pouvant être utilisés plus communément par n'importe quelle franquiste.

### Parallélismes
«Viva España!» était crié traditionnellement avec «Vive le Roi!», et pouvait rappeler la monarchie, par exemple, dans les paroles de l'hymne de la Garde civile: «Viva España, Viva el Rey, Viva el Orden y la Ley, Viva honrada la Guardia Civil». Étant donné que c'étaient les cris les plus utilisés par leurs ennemis de la guerre civile, on n'utilisait pas «Vive la République!» ou «Vive la Révolution!». Cependant, dans la rhétorique phalangiste la révolution était un concept très utilisé (la révolution en cours) et la république n'était pas discutée en tant que forme d'État, mais par la signification politique et sociale que lui avaient donnée les Républicains. De fait, il a existé un hymne phalangiste (pour des raisons évidentes, peu divulgué dans le franquisme) qui unit les deux concepts.

### Les journaux
Deux journaux ont existé qui exprimaient cette devise. Le premier est Arriba! (1935-1979), journal quotidien créé en 1935 mais qui a été suspendu par le gouvernement de la Seconde République, le 5 mars 1936. Après l'occupation de Madrid par les troupes franquistes, les phalangistes se sont emparé des installations du quotidien El Sol, et il a reparu le 29 mars 1939, en tant que quotidien propriété de Presse du Mouvement. Il serait dorénavant le journal officiel du régime franquiste.
L'autre journal qui a pris le nom de Arriba España (1936-1975) a été créé à Pampelune par la Phalange après avoir usurpé les ateliers du journal nationaliste basque La Voz de Navarra. Il a été publié pour la première fois le 1er août 1936.
Un autre journal, encore plus ultra-droitier, était El Alcazar, de l'association d'anciens combattants, en référence à un symbole de la Guerre Civile, le siège de l'Alcazar de Tolède.

## Arriba el campo!
Arriba el campo! est un cri de propagande associé à l'idéologie officielle phalangiste. L'écrivain Francisco Umbral raconte que, lorsqu'il était enfant, dans les années quarante, le cri Arriba el campo! apparaissait dans toutes les lettres officielles, avec des points d'exclamation et en caractères d'imprimerie, dans un coin du papier. La devise a été utilisée dans plusieurs affiches de propagande. Le poète Federico de Urrutia, dans son livre de 1938 Poemas de la falange eterna, intitule ainsi un de ses poèmes, Arriba el campo!:

## Pour l'Empire vers Dieu
Ceci faisait référence aux velléités impérialistes du premier franquisme tels qu'elles furent exprimées dans le livre Revendications de l'Espagne (Madrid, 1941) de José María de Areilza et Fernando María Castiella. Selon cette œuvre, l'Espagne devait acquérir les territoires de Gibraltar, le Maroc, la région d'Oran en Algérie, des zones de l'Afrique Occidentale et Equatoriale plus un corridor qui les unirait, en imitation de l'ancien Empire Espagnol. Ces territoires s'obtiendraient moyennant des accords avec une Allemagne nazie qui eût vaincu dans la Seconde Guerre mondiale, aux dépens de la France et du Royaume-Uni. L'Allemagne d'Hitler n'a pas manifesté le moindre intérêt. Après la défaite des nazis et l'isolement international de l'Espagne qui suivit, ces idées ont vite disparu du discours du Régime; mais la devise a survécu avec des caractéristiques allégoriques et vaguement irrédentistes.
C'est une devise qui réunissait l'idée d'Empire et celle de Dieu en conciliant la composante national-catholique (qui en Espagne était omniprésente) avec les traits expansionnistes et militaristes du fascisme (qui dans d'autres cas européens, surtout en Allemagne, comprenaient des éléments païens ou non catholiques). Sa rotondité lui vaut d'être très citée dans les études sur le franquisme. La devise apparaît avec une légère variation dans l'hymne phalangiste Montagnes enneigées: «Je vais par des routes impériales/ en Marchant vers Dieu». Gustavo Bueno trouve une expression similaire chez Calderón de la Barca «À Dieu pour raison d'état».

## Autres devises à contenu religieux
L'utilisation de vocables religieux comme excuse pour la propagande politique a été assez abondante. Dans ce cas une jota anti-française connue du XIXe siècle, qui vient des Sièges de Saragosse, est paraphrasée (en ne changeant que les mots "française" et "aragonaise"):

### Vive le Christ Roi!
«Viva Cristo Rey!», qui avait déjà été utilisé dans un affrontement armé au Mexique (la Guerre Cristera, une révolte contre le gouvernement entre 1926 et 1929), a été employé aussi par le camp rebelle pendant la guerre civile espagnole avec une fin politique, coïncidant avec l'esprit de Croisade face à l'anarcho-syndicalisme et au bolchevisme qui étaient des doctrines politiques athées. Cette devise (qui se réfère au patronage de la Fête du Christ Roi, promulguée par Pie XI en 1925), exalte la figure religieuse du Christ de manière fonctionnelle, en l'identifiant avec la cause propre.
On le cite souvent comme étant le dernier cri des fusillés dans l'arrière-garde républicaine, généralement associé avec d'autres devises patriotiques: «Vive le Christ Roi! Vive l'Espagne!».
Dans les dernières années du franquisme et la transition, une organisation terroriste d'extrême droite dénommée Guérilleros de Christ Roi a été active.

### Arrête-toi balle! Le Sacré Cœur de Jésus est avec moi.

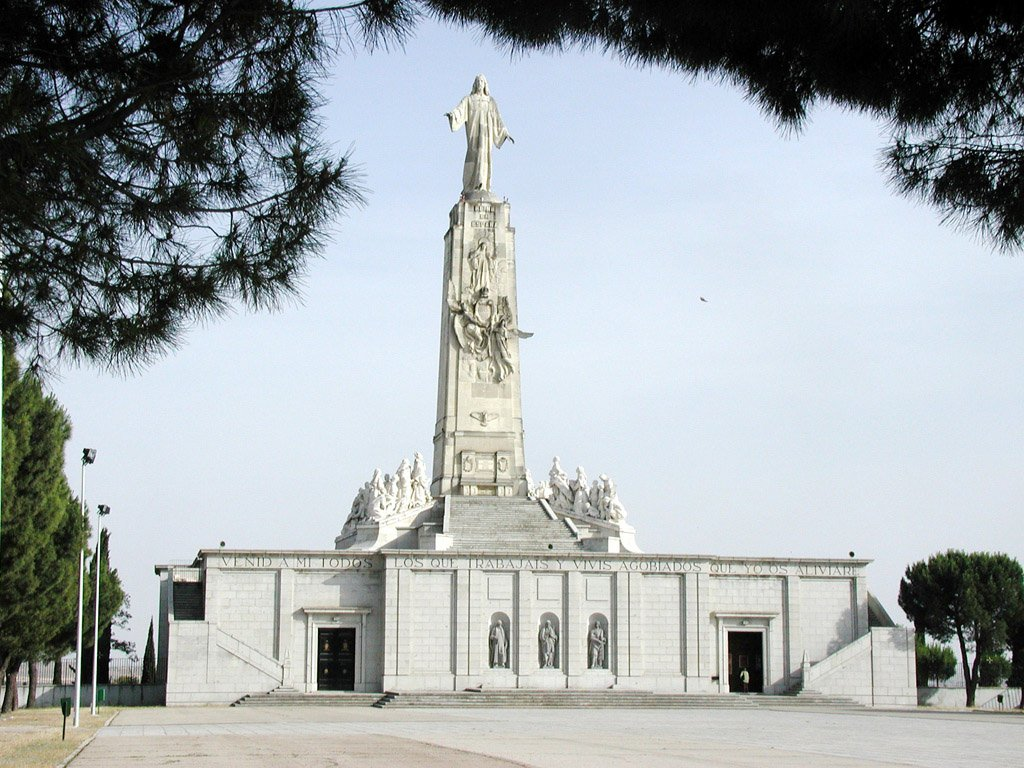
Monument au Sacré Cœur de Jesus dans la Colline des Anges.

La dévotion au Sacré Cœur de Jésus a aussi eu un aspect fortement politique, renforcé par la parodie d'exécution réalisée par un groupe de miliciens au Monument au Sacré Cœur de Jésus sur la Colline des Anges (où Alfonso XIII avait consacré l'Espagne à ce patronage) le 7 août 1936. Le monument, profané et réduit en gravats, a été solennellement rebâti après la victoire de Franco. Pendant la guerre, les scapulaires appelés «Arrête-toi balle» dans lesquels, parfois sur fond du drapeau, était représenté un coeur couronné d'épines et la devise: «Arrête-toi balle, le Sacré-Cœur de Jésus est avec moi!» étaient très populaires, dans l'espoir qu'ils puissent arrêter ou dévier miraculeusement les balles ennemies.
Un objet qui a aussi été très utilisé (et l'est toujours) est l'image du Sacré Cœur sur un petit insigne métallique fixé à la porte comme symbole de l'appartenance catholique d'une maison. Il est souvent accompagné de quelque devise, du type «Le Sacré Cœur de Jésus règne dans cette maison». Une telle coutume pieuse n'a pas de raison d'avoir une signification politique mais, dans le contexte de l'après-guerre, il n'échappait à personne que c'était une façon claire et simple de démontrer son adhésion au régime franquiste, ce qui expliquait dans une grande mesure sa diffusion importante. La société fermée de l'après-guerre faisait appel à des symboles externes de ce type, et même dans la façon de se comporter (voir Carmen Martín Gaite «Usages amoureux de l'après-guerre en Espagne») ou de s'habiller, pour montrer l'éloignement de n'importe quel soupçon de gauchisme: «Les rouges ne portaient pas chapeau» proclamait le slogan de la chapellerie Brave (dans la Gran Via de Madrid, rebaptisée Avenue de José Antonio).

### Famille qui prie unie, demeure unie
La coutume de prier en famille, en particulier le rosaire, a été promue avec insistance. Le Père Peyton, un prêtre américano-irlandais qui avait lancé une campagne mondiale appelée Croisade de Prière, est devenu célébrissime avec cette devise, qui encourageait le rosaire en famille. Il a même fait un film en Espagne (Les mystères du rosaire, 1958).
La pression pour obtenir une moralité catholique intégriste dans tous les comportements publics et privés était tellement importante qu'elle était même une condition requise pour entrer dans le gouvernement (l'état civil du "ministrable" était examiné et l'adéquation de celui-ci aux pratiques admises par l'Église, ce qui se prouvait par une famille nombreuse). Il est arrivé qu'il soit reproché à un ministre de ne pas se marier ou de mener une vie licencieuse. La protection de la famille traditionnelle, de modèle patriarcal et avec le plus grand nombre d'enfants possible, était une des politiques les plus estimées par le régime franquiste, qui comportait des «prix à la natalité» et les dénommés «points» (complément salarial qui dépendait des charges familiales). Certains films ont reflété en images cette conception idéologique de la famille: Surcos (Les Déracinés) (1951), une extraordinaire vision tragique de la perte des valeurs de la famille rurale par suite de l'émigration à la ville et La grande famille (Une famille explosive) (1962), une comédie d'évasion, aigre-douce et mièvre, mais optimiste.
Pendant les périodes où la pression pour maintenir une dévotion était plus forte, comme la Semaine Sainte ou la présence d'une mission populaire dans une localité, la pression morale augmentait encore, allant jusqu'à faire de la propagande sonore (avec des haut-parleurs mobiles sur des voitures) de la cérémonie ou du rite auquel il fallait se rendre, accompagné de prières, de phrases de dévotion ou même de consignes aussi menaçantes que «Pécheur, alerte, alerte, la mort est à la porte». La pression était spéciale pour les adolescents et les jeunes, avec l'obsession de la virginité et de la pureté, favorisant les fiançailles prolongées et chastes qui se terminent en mariage. Les habitudes les plus innocentes étaient vues avec préoccupation. Il y eut des affiches pour décourager le slow («Jeunes qui dansez / à l'enfer vous arriverez», ou «Jeune, amuse-toi... d'une autre façon»); tandis qu'était encouragé le retour aux danses traditionnelles sans contact, par les groupes de Chœurs et Danses d'Espagne encadrés dans la Section Féminine de la Phalange, exhibés annuellement dans les «Démonstrations Syndicales de Reconnaissance au Caudillo» dans le stade Santiago Bernabéu ou à d'autres occasions («Festival de Jotas de Saragosse» célébré annuellement le 12 octobre, fête de la Vierge du Pilar, en même temps que la «Fête de l'Hispanité» ou «Jour de la Race», l'anniversaire de la découverte de l'Amérique en 1492),.

## Autres devises à caractère politique et social

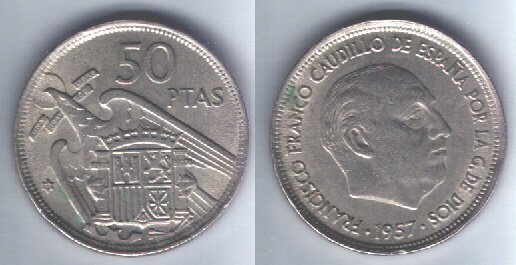
Revers et avers d'une monnaie de 50 pesetas de 1957.

Leur nombre était accablant. Leur répétition dans tout type de milieux les transformait en phrases tellement reconnaissables que leur simple énonciation dénotait le trait politique de ce qu'on voulait dire; et cela facilitait aussi la paraphrase ou le retournement de leur sens originel, que ce fût pour l'élever au rang de métaphore ou pour le rendre ironique. Certains provenaient de strophes d'hymnes patriotiques (Prietas las filas), d'autres de formules officielles, tel celui qui figurait sur la monnaie («Francisco Franco, Caudillo de l'Espagne par la Grâce de Dieu»). D'autres encore, issus des discours de Franco, se faisaient plutôt parodiques («sécheresse durable», «collusion judéo-maçonnique»...).

### Si tu es espagnol, parle espagnol
On utilisait aussi «Parle la langue de l'Empire», comme l'enjoignait une affiche dans la cour du Département des Lettres de l'Université de Barcelone, peut-être inspiré par la phrase d'Antonio de Nebrija dans la Grammaire castillane de 1492: «Toujours la langue a été compagne de l'empire»,.
Cette devise a surtout été utilisée en Catalogne, pour décourager l'usage social de la langue catalane après sa prise par l'armée de Franco dans la dernière phase de la Guerre Civile (Barcelone, le 26 janvier 1939) et pendant l'après-guerre.

### La Russie est coupable
Extraite d'un discours de Ramón Serrano Súñer du 23 juin 1941, le lendemain de l'annonce que l'Allemagne avait envahi l'Union soviétique (Opération Barbarossa), cette phrase rendait la Russie communiste de Staline responsable de la tragédie de la guerre civile espagnole, et invitait à soutenir l'Allemagne nazie d'Hitler dans sa lutte contre elle. La phrase a été soulignée par les journaux et utilisée dans la mobilisation antisoviétique qui a recruté la Division Bleue, formée par des volontaires, encadrée par l'armée allemande. Il faut entendre que ces volontaires n'engageaient pas la position internationale de l'Espagne, qui était la neutralité, quoique bienveillante envers les puissances de l'Axe. Finalement la pression des puissances occidentales sur le gouvernement de Franco ont entraîné sa retraite.
L'attribution à la Russie de tout type de maux était complétée par l'utilisation de beaucoup de clichés ayant une base réelle, comme l'«Or de Moscou» (la sortie des réserves en or et devises de la Banque d'Espagne, aux mains du gouvernement républicain pendant la guerre, pour payer l'aide militaire soviétique, dont le retour a été exigé par le gouvernement de Franco) ou les «Enfants de Russie» (qui furent évacués de la zone républicaine et à qui, à la différence de ceux accueillis en France ou d'autres pays, il ne fut pas permis de rentrer). Il existe un film documentaire de Jaime Camino intitulé Les enfants de Russie (2001).
L'occasion pour une vengeance symbolique de tant d'offenses a été offerte par le Championnat Européen de Football de 1964, au cours duquel eut lieu un match Espagne-Union soviétique, où un but mythique de Marcelino a donné la victoire à l'Espagne. L'utilisation du football comme soupape des tensions sociales s'est reflétée dans l'expression «Pan y futbol».

### Gibraltar est espagnol

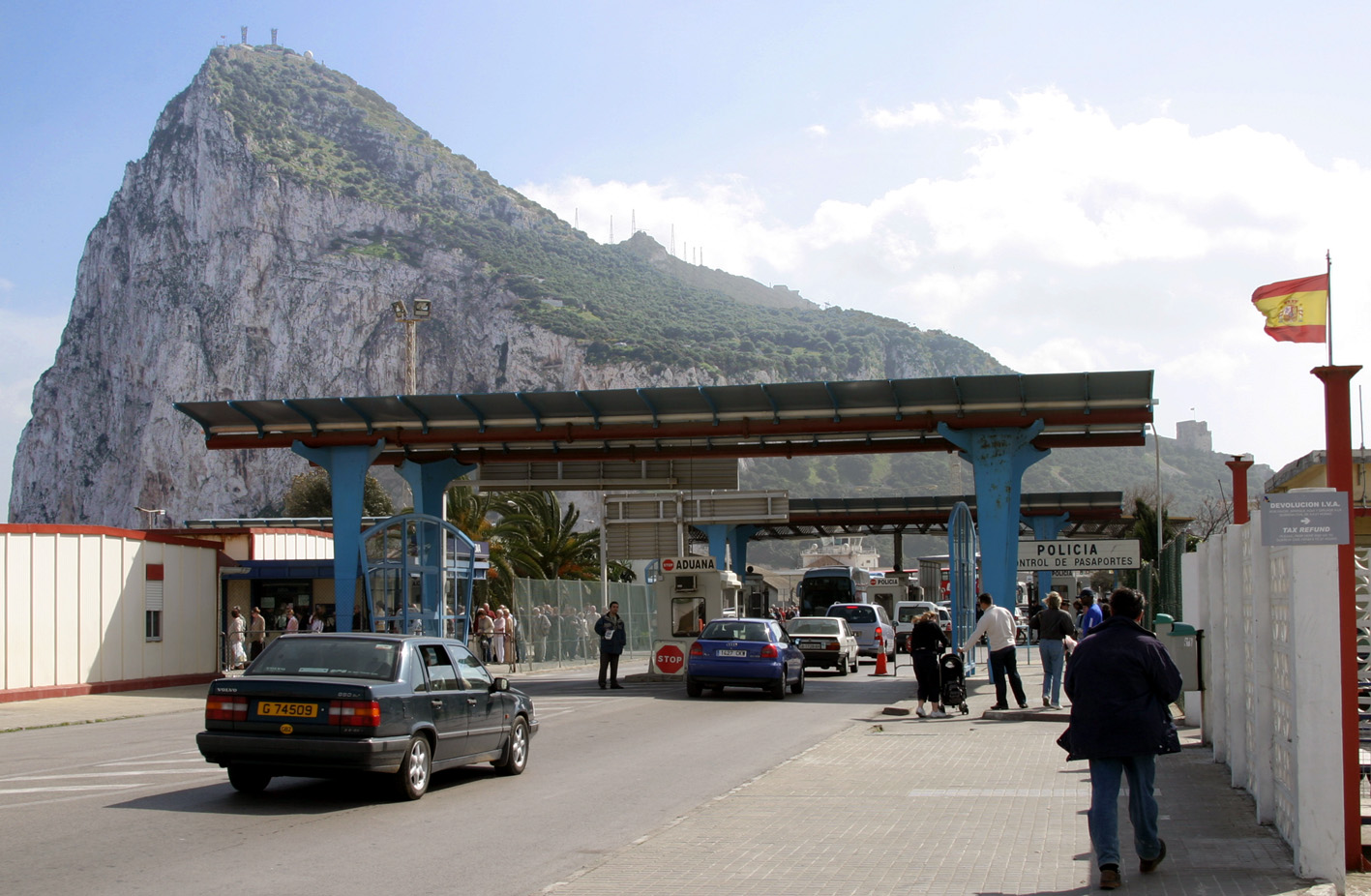
La dénommée «grille de Gibraltar» a été fermée par la partie espagnole comme mécanisme de pression pour obtenir l'ouverture de négociations avec la Grande-Bretagne, et n'a fini par s'ouvrir que dans les années 1980, sous le gouvernement de Felipe González.

La revendication de Gibraltar avait été constante depuis le Traité d'Utrecht de 1713 qui l'a cédé à la Grande-Bretagne, mais son intensité avait été très discontinue. En fait, la Seconde Guerre mondiale avait permis à Franco de profiter des possibilités que stratégiquement lui donnait l'existence de la colonie anglaise, comme il l'a fait dans ses négociations aussi bien avec Hitler qu'avec les alliés (le Royaume-Uni et les États-Unis). Ceux-ci finalement n'eurent à affronter aucune pression militaire du côté espagnol. Après la défaite de l'Allemagne, la pression internationale contre le régime de Franco a produit un isolement qui était périodiquement utilisé comme facteur confus de mobilisation de l'opinion publique interne.
En excitant l'anglophobie populaire et avec le cri «Gibraltar espagnol!», se produisirent des manifestations plus ou moins spontanées, en particulier celles de 1954 en protestation contre la visite d'Élisabeth II d'Angleterre au rocher. Il en est resté une anecdote célèbre de la conversation entre Ramón Serrano Suñer, ministre des affaires étrangères, et l'ambassadeur du Royaume-Uni à Madrid, Sir Samuel Hoare, au cours de laquelle, face à l'une de ces manifestations, lorsque le ministre a demandé à l'ambassadeur s'il souhaitait qu'il lui envoie plus de policiers pour protéger l'ambassade, celui-ci répondit: «Non, envoyez-moi plutôt moins de manifestants».
En 1955, une exposition officielle a même eu lieu sur le conflit dans la Bibliothèque Nationale avec ce titre emblématique. Curieusement, les habitants de San Roque se sont opposés vivement à la sortie du village, pour l'exposition, d'une image du Nazareno, qui devait accompagner d'autres images (celle de la Vierge Sainte Marie Couronnée ou La Mère de San Roque) vénérées à l'origine à Gibraltar et que les gibraltariens avaient sortie de la ville en l'évacuant au XVIIIe siècle. Ils craignaient qu'on ne la leur rende pas, mais finalement vainquirent leurs méfiances et l'emmenèrent à l'exposition.
L'émulation patriotique a poussé à donner le nom «Gibraltar espagnol» à des rues dans de nombreuses communes (Almería, Alcazar de San Juan, Larges, Consuegra, Setenil de las Bodegas, Torredelcampo, Torrijos).
Il y eut un hymne patriotique sur le thème et même une chanson pop de "José Luis et sa guitare".

### XXV Ans de Paix

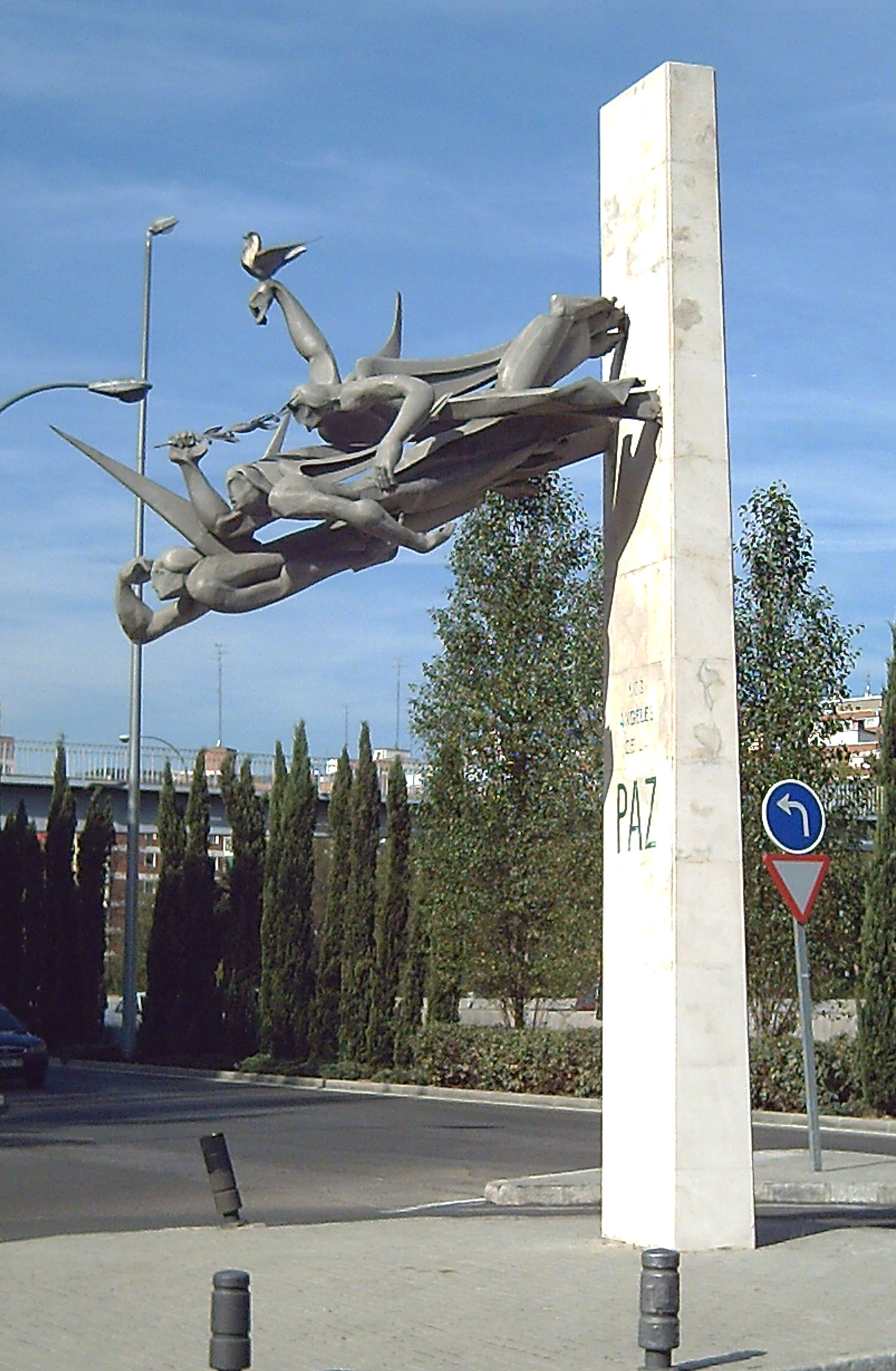
Les anges de la Paix, de José Espinós Alonso, Madrid, 1964.

En 1964 fut célébré le vingt-cinquième anniversaire de la fin de la Guerre Civile, ce qui a donné lieu à une différence importante: avec Manuel Fraga au Ministère d'Information et Tourisme, le régime a puisé une devise dans le thème réconciliateur de la Paix, au lieu d'insister comme auparavant sur la Victoire, expression qui rappelait la division et l'affrontement (comme l'explicite Fernando Fernán Gómez dans Les vélos sont pour l'été: "Ce n'est pas la Paix qui est arrivée, c'est la Victoire"). Sous le nom de la Paix ont été bâtis des hôpitaux (celui de la Paix, dans le nord de Madrid, encore en fonctionnement, avec le même nom) et des routes (le périphérique de Madrid, dénommé Avenue de la Paix, aujourd'hui M-30). Il y a eu aussi une émission massive de timbres avec cette devise et divers motifs visuels, y compris un avec l'image de Franco («XXV Ans de Paix Espagnole»),.

### L'Espagne est différente
Très citée aussi dans sa version anglaise: «Spain is different». Fraga lui-même a promû cette campagne, surtout destinée au tourisme extérieur, qui vantait la diversité de paysages et l'exotisme espagnol. La devise a été utilisée à l'intérieur en forme de parodie, même avec des notes désenchantées et fatalistes, comme un indicateur de l'anomalie et du caractère exceptionnel de la situation politique de l'Espagne face aux démocraties de l'Europe occidentale.

### Sentinelle de l'Occident
Cette expression était utilisée comme épithète héroïque de Francisco Franco lui-même dans une devise qui l'identifie tout simplement avec l'Espagne, extrême occidental de l'Europe et conservatrice des «valeurs éternelles» de la Civilisation Occidentale, défiées par le marxisme. La phrase comportait un parallélisme avec la qualification de l'Espagne comme «marteau d'hérétiques, lumière de Trente, épée de Rome», de Marcelino Menéndez y Pelayo. Dans ce cas, l'Espagne de Franco était identifiée à un ferme bastion antisoviétique, dans le moment historique de la guerre froide, moment où la rhétorique officielle du franquisme a abandonné les tons les plus fascistes de la Phalange, gênants pour le rapprochement avec les États-Unis. Bien que l'Espagne n'ait pas bénéficié du Plan Marshall ni intégré l'OTAN (comme l'avait fait le Portugal), une relation bilatérale, qui comprenait la cession de bases militaires, a été initiée avec la superpuissance américaine, antérieurement qualifiée d'infernale, athée ou judéo-maçonnique, en souvenir de la Guerre hispano-américaine de 1898, qui avait débouché sur la fin de l'empire colonial espagnol, et avait eu des conséquences personnelles pour la famille de Franco, frustrant aussi la carrière navale projetée de celui-ci.
La devise a servi de titre à un livre biographique sur Franco de Luis de Galinsoga en 1956; et à un documentaire de 2006. Joan Manuel Serrat utilise dans sa chanson Chaque fou avec son thème l'expression: «Je préfère... Le gardien de phare de Capdepera à la vigie de l'Occident».

### «Caudillo de l'Espagne»

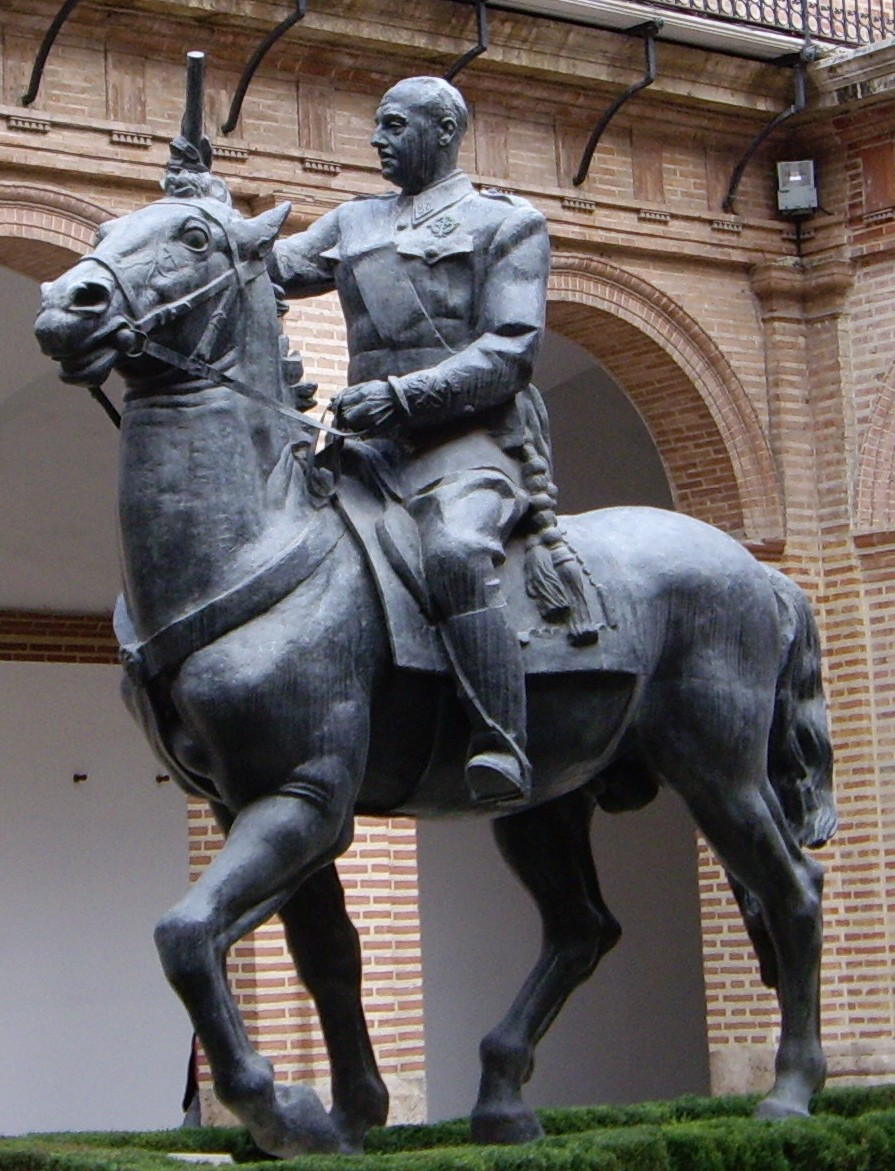
Statue equestre du Generalísimo Franco, œuvre du sculpteur José Capuz, qui se trouvait sur la place du Caudillo (actuelle place de l'Hôtel-de-Ville) de Valence. Elle a été inaugurée en 1964 pour la célébration des «XXV Ans de Paix».

La présentation stéréotypée de Franco, dans sa forme complète, était: «Son Excellence le Chef de l'État, Generalísimo Franco, Victorieux Caudillo des Armées de Terre, Mer et Air», bien qu'elle fût le plus souvent abrégée. On l'appelait aussi «Caudillo de l'Espagne» ou «Caudillo de notre Glorieuse Croisade de Libération Nationale». La liturgie de la messe a été changée, après la signature du Concordat de 1953, pour introduire dans la prière l'expression «Ducem nostrum Franciscum» (‘notre caudillo Francisco’) au côté des prières pour le Pape et pour l'évêque du diocèse. Ce terme était réservé depuis des siècles aux noms des rois.
Le mot «caudillo», avec des précédents depuis le XIXe siècle dans les caudillos hispano-américains qui ont donné naissance à l'expression "caudillismo", a été choisi dans les premières années de la guerre civile, sans doute en tenant compte du fait que Mussolini se faisait appeler Duce et Hitler Führer, deux termes traduisibles par ‘guide’ ou ‘conducteur’, qui sont aussi la signification de «caudillo». Sans oublier que les Jeunesses de la CEDA, encadrées de façon presque paramilitaire, saluaient José María Gil-Robles comme «Chef» pendant la Deuxième République. Curieusement, les dirigeants communistes ont choisi des appellations similaires: Mao «le Grand Timonier», Ceauşescu «Conducător», Kim Il-sung «Grand Leader» (son fils, Kim Jong-il «Cher Leader»), dans ce qui a été appelé le culte de la personnalité, une composante qui est identique dans le fascisme. Pendant la guerre civile et l'après-guerre, la propagande franquiste a continuellement exalté la figure de Franco comme caudillo providentiel. Les journaux recevaient des consignes pour insérer dans leurs pages des messages qui légitimaient le pouvoir charismatique et sans partage de Franco.

#### Autres expressions pour évoquer Franco
D'autres expressions laudatives pour Franco étaient très communes: «homme providentiel», «sauveur de l'Espagne», «l'épée la plus propre de l'Europe» (phrase attribuée au Maréchal Pétain), le «plus jeune général de l'Europe» (Alfonso XIII l'a promu au grade de général pour des mérites lors de la guerre du Rif, en 1926; trois ans auparavant le même roi avait été son témoin de mariage, moment où le journal conservateur ABC a commencé à l'appeler «jeune caudillo»), ou le «seul vainqueur du marxisme sur le champ de bataille», comme l'a rappelé le général Augusto Pinochet, qui a assisté à ses obsèques en 1975, alors qu'il était gouvernant du Chili entre 1973 et 1990.
Dans une phrase extraite des déclarations télévisuelles de son dernier président du Gouvernement, Carlos Arias Navarro, Franco était aussi appelé «La lucecita de El Pardo» (La petite lumière de El Pardo), car il avait suggéré à ceux qui douteraient de sa capacité physique de continuer à gouverner d'aller à sa résidence officielle (le Palais du Pardo, en banlieue de Madrid) et de voir comment, jusqu'aux petites heures du matin, il y avait une petite lumière à la fenêtre de son bureau, d'où il veillait pour le bien de l'Espagne. Il a reçu des appellations plus colorées encore, comme le «Barreur au doux sourire» de Joaquín Arrarás.

## Dates symboliques

### 18 juillet

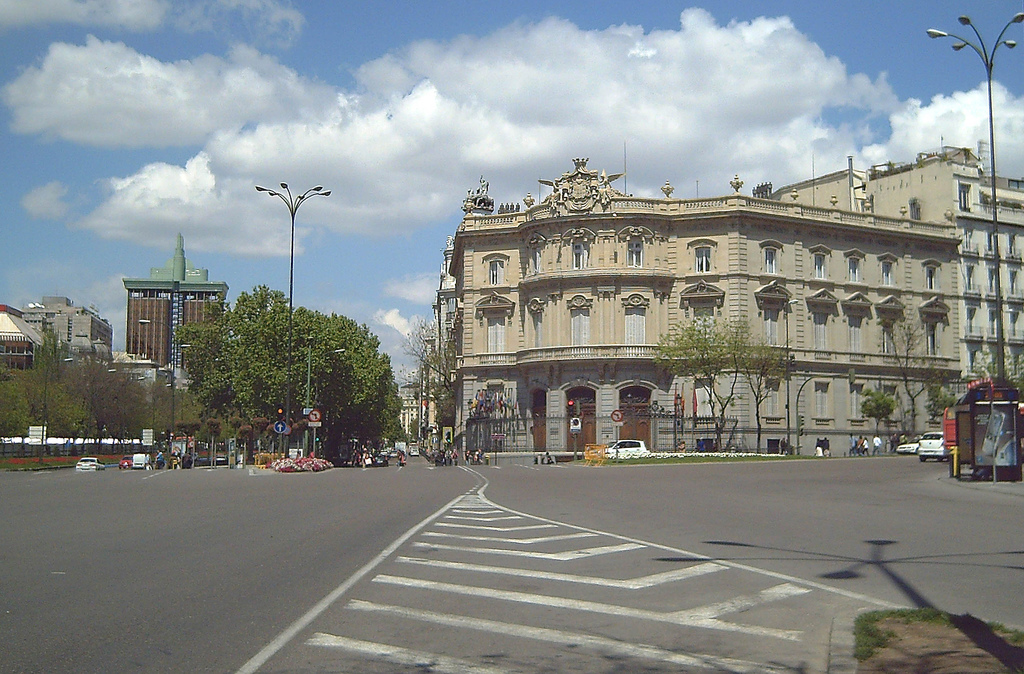
Vue actuelle du Paseo de Recoletos depuis la Place de Cybèle (Madrid), lieu des «Parades de la Victoire» chaque 18 juillet, jour de la Fête Nationale pendant le franquisme. Le lieu était fortement représentatif car il hébergeait les sièges d'institutions officielles (Ministère de l'Armée -aujourd'hui Caserne Générale de l'Armée-, Ministère de la Marine -aujourd'hui Caserne Générale de l'Armée-, Banque d'Espagne, Palais de Communications) et des banques les plus importants.

Les références à la date de la rébellion militaire qui fut l'origine de la guerre civile (18 juillet 1936) étaient constantes, et le système politique lui-même était appelé «régime du 18 juillet». On parlait des «hommes du 18 juillet» pour désigner ceux qui étaient intervenus dans ce qu'on nommait le «Soulèvement National» et les distinguer des militaires ou politiques des générations suivantes; ou de l'«esprit du 18 juillet» pour se référer à son idéologie, reflétée dans les «Principes Fondamentaux du Mouvement National», part inamovible des Lois Fondamentales, sur lesquelles il était obligatoire de jurer pour exercer n'importe quelle fonction publique, des charges les plus modestes aux plus élevées.
La date choisie comme fête nationale officielle a été le 18 juillet, date à laquelle étaient données des réceptions dans les ambassades espagnoles à l'étranger. La cérémonie principale, sur un tracé fixé le long du Paseo de Recoletos et du Paseo de la Castellana de Madrid (dont le tronçon final avait été rebaptisé Avenue du Generalísimo), était la Parade de la Victoire, en commémoration de la première, en 1939, quelques mois après la fin de la guerre. Depuis 1976, sous la monarchie de Juan Carlos Ier, la fête nationale a été déplacée au 12 octobre, Jour de l'Hispanité, et la cérémonie est devenue le Jour des Forces Armées et Parade des Forces Armées.
Pour favoriser l'adhésion ou au moins la satisfaction populaire une «paie extraordinaire du 18 juillet» fut instaurée, comme gratification obligatoire à ajouter à tous les salaires. Pendant la Transition cela a été maintenu, mais décalé au mois de juin, avec l'excuse de commémorer l'onomastique du roi (San Juan).

### 20 novembre, Place de l'Orient

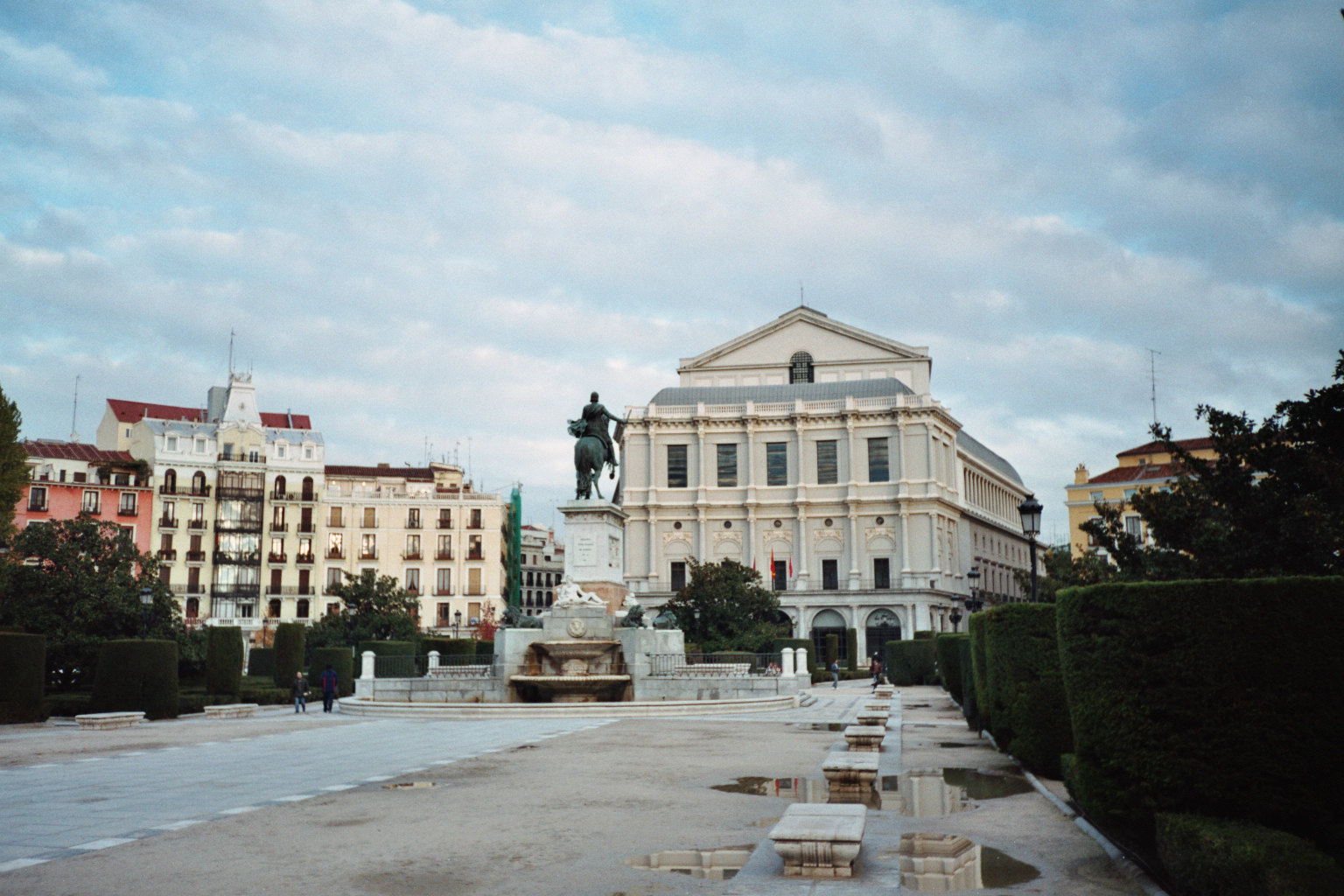
Vue de la Place de l'Orient de Madrid avec le Théâtre Royal au fond, lieu de manifestations d'appartenance au régime franquiste.

Le symbolisme de la date a commencé avec l'exécution de José Antonio (20 novembre 1936), qui a reçu le nom de «Jour de la douleur». Pour l'autre camp pendant la guerre c'était aussi le jour de la mort du dirigeant anarchiste Buenaventura Durruti. Curieusement (bien qu'il y ait des spéculations sur la possibilité que les médecins aient prolongé artificiellement sa vie dans ce but) cela a coïncidé avec la date de la mort de Franco (20 novembre 1975) et à partir de ce moment-là avec les convocations annuelles de manifestations des groupes d'ultra-droite (Fuerza Nueva, Fraternité Nationale d'Anciens Combattants) qui revendiquent l'héritage du franquisme, sous cette devise. Le choix pour cela de la Place de l'Orient de Madrid avait pour but de marquer la continuité avec l'espace privilégié qui avait accueilli maintes manifestations alors que Franco était en vie, dont la plus fameuse est celle qui avait eu lieu pour recevoir Evita Perón (1947), ainsi que celles qui prétendaient démontrer l'adhésion populaire au Caudillo lors des principaux épisodes d'isolement international, la dernière, après les exécutions du 27 septembre 1975, étant le 1er octobre de la même année.
Dans les années qui suivirent, cette date a été choisie pour réaliser des attentats mortels contre Santiago Brouard (1984) puis contre Josu Muguruza (1989), membres connus de Herri Batasuna, la branche politique du groupe terroriste ETA. Dans le premier cas cela fut l'œuvre du GAL, dans le deuxième on n'a pas pu démontrer ce lien. Depuis lors ils ont été attribués, et utilisés dans le débat politique et médiatique, au terrorisme d'État, à des éléments de quelque façon liés au Ministère de l'Intérieur (à ce moment-là avec des gouvernements du PSOE) ou à des groupes ou des éléments d'extrême droite.

### 1eroctobre
Le premier octobre 1975 marquait le 39e anniversaire de la proclamation de Franco comme chef d'État par les militaires rebelles en 1936 (l'expression littérale était «exaltation de la Direction de l'État»).
Le jour de la manifestation un groupe terroriste d'extrême gauche a commis son premier attentat mortel, après quoi il a été baptisé GRAPO (Groupes de Résistance Antifasciste du Premier octobre) en référence à ce jour.

## Devises postérieures à la mort de Franco
Après la mort de Franco, ses sympathisants ont produit plusieurs devises, principalement «Avec Franco nous vivions mieux» et «Ceci avec Franco n'arrivait pas».